# Ernesto Samper
Ernesto Samper Pizano (Bogota, 3 augustus 1950) was de president van Colombia tussen 1994 en 1998 voor de Liberale Partij. Zijn presidentschap werd gekenmerkt door het zogenaamde proceso 8000 schandaal. Samper zou voor zijn verkiezingscampagne zes miljoen dollar hebben aangenomen van het Calikartel. Mede hierdoor had Samper een moeizame relatie met de Verenigde Staten.
- Biblioteca Nacional de España: XX1070496
- Gemeinsame Normdatei: 1057071110
- International Standard Name Identifier: 0000 0001 1580 6646
- Library of Congress Control Number: n80155975
- Nederlandse Thesaurus van Auteursnamen: 131385461
- SNAC: w6th94k4
- Système universitaire de documentation: 082733651
- Virtual International Authority File: 38227815
- WorldCat: E39PBJqFMmvdF9Mtvq6QTYwgrq